# Elektrometal
Elektrometal SA – przedsiębiorstwo produkcyjne, projektowe i instalacyjne z siedzibą w Cieszynie Bobrku przy ul. Stawowej 71.
Przedsiębiorstwo powstało w 1948 roku jako Spółdzielnia Pracy „Francopol” Wytwórnia Szczotek Węglowych z warsztatu przejętego po przedwojennej francusko-polskiej Fabryce Szczotek Węglowych.
1 grudnia 1950 przemianowane zostało na Spółdzielnię Pracy „Elektrometal” Wytwórnię Elektroszczotek, Sprzętu Teletechnicznego i Metalowego.
W 1970 r. przedsiębiorstwo przejęte zostało przez Zakłady Konstrukcyjno-Mechaniczne Przemysłu Węglowego w Gliwicach, przy których z przejętej spółdzielni utworzono Zakład Doświadczalny Telemechaniki Górniczej „Elektrometal”.
19 lipca 1977 roku nastąpiło otwarcie nowo wybudowanego zakładu składającego się z 11-kondygnacyjnego budynku, hali produkcyjnej, magazynów, pomieszczeń socjalnych i budynków specjalnych – łącznie o powierzchni 24 tys. m².
W 1975 roku Elektrometal włączony został do Centrum Naukowo-Produkcyjnego Elektrotechniki i Automatyki Górniczej „EMAG” z siedzibą w Katowicach, przyjmując nazwę Zakład Telemechaniki Górniczej „Elektrometal”. W wyniku kolejnych reorganizacji Elektrometal wchodził w latach 1985–1990 w skład następujących przedsiębiorstw: Gwarectwo Automatyzacji Górnictwa „EMAG”, Przedsiębiorstwo Mechanizacji, Automatyzacji i Elektroniki Górniczej „POLMAG-EMAG”, jak też Przedsiębiorstwo Obsługi Mechanizacji i Automatyzacji Górnictwa „POMAG”.
W 1990 roku Elektrometal stał się samodzielnym przedsiębiorstwem państwowym, a 12 stycznia 1996 roku przekształcony został w spółkę akcyjną – Elektrometal Spółka Akcyjna.
Główne linie produktowe:
- automatyki: iskrobezpieczne sterowniki, systemy sterowania i systemy wizualizacji procesów
- komunikacji: iskrobezpieczne systemy technologicznej łączności głośnomówiącej
- oświetlenia: ognioszczelne i iskrobezpieczne lampy górnicze oraz lampy nahełmne
- energetyki: pola rozdzielcze w wykonaniu ognioszczelnym
- gazownictwa: reduktory ciśnienia gazu ziemnego, gazomierze i skrzynki gazownicze

Produkty spółki to m.in.:
- jedna z pierwszych na świecie lamp nahełmnych kategorii M1 (zgodnie z ATEX) – SMARTLIGHT-05/M1 oraz obecnie SMARTLIGHT-12
- cyfrowy iskrobezpieczny system łączności głośnomówiącej, sygnalizacji i blokady – UGS-10
- modułowy sterownik iskrobezpieczny – ELSAP-05
- ognioszczelne łukoochronne pole rozdzielcze – ROK-6EM i ROK-8EM
- urządzenia do lokalizacji górników – MinSearch-08 i MinSearch-09
- lampa iskrobezpieczna – LPI-14

Produkty przedsiębiorstwa są eksportowane do wielu krajów świata, m.in. do: Boliwii, Czech, Meksyku, Niemiec, Turcji, Rosji, RPA.